# Вільям д'Арсі
Вільям д'Арсі, Д'Арсі, Вільям Нокс (англ. William Knox D’Arcy) (народ. 11 жовтня 1849 Ньютон-Еббот, Девон — 1 травня 1917 року, Стенмор, Мідлсекс, нині Лондон) — британський підприємець і адвокат, піонер у галузі розвідки і видобутку нафти в Ірані.

## Життєпис
Вільям Нокс Д'Арсі — син Вільяма Френсіса Д'Арсі та його дружини Елізабет Бейкер, уродженої Бредфорд. Д'Арсі навчався у Вестмінстерській школі в Лондоні з 1863 по 1865 рік і емігрував з батьками до Рокхемптона в Квінсленді (Австралія) в 1866 році, де Д'Арсі вивчав право. У 1872 році склав іспит на адвокатуру й почав працювати в кабінеті батька. Згодом відкрив власну юридичну фірму.
У 1872 році він одружився з Оленою Бірбек. У шлюбі народилися двоє синів і три дочки. Шлюб був скасований 9 серпня 1896 року. Олена померла 19 грудня 1899 року. У 1899 році Д'Арсі одружився з Ніною Бусіко (місіс Ернестін Наттінг), дочкою Артура Л. Бусіко, власника газети Rockhampton Argus. Вільям Нокс Д'Арсі помер від пневмонії 1 травня 1917 року. Він залишив своїй родині статки вартістю 984 000 фунтів стерлінгів.

## Кар'єра
У 1882 році він разом з іншими австралійськими бізнесменами брав участь у золотодобувному синдикаті. Д'Арсі був адвокатом синдикату, захищаючи позови від конкуруючих претензій. У 1886 році синдикат був перетворений на корпорацію під назвою Mount Morgan Goldmining Corporation. Д'Арсі володів 125 000 акцій як член-засновник компанії. Ціна акцій зросла з одного до 17 фунтів за короткий проміжок часу. Д'Арсі став мільйонером.
У 1900 р. Д'Арсі розпочав геологічні розвідки (район Шуштера), а в 1901 р. за посередництва Кітабчі-хана (Антуан Кітабджі) отримав від перського шаха Музафара аль-Діна з династії Каджарів монопольну концесію «на видобуток, розвідку, переробку, експорт і продаж природного газу та нафти…… протягом 60 років».
Д'Арсі розпочав буріння нафти в Чіа-Суркх на заході Ірану в 1902 році. У 1903 році була знайдена перша нафта, і Д'Арсі заснував First Exploitation Co. Ltd (FEC). Однак швидко виявилося, що свердловина постачає занадто мало нафти, щоб її можна було економічно використовувати. Тепер пошуки нафти були перенесені в місцевість, населену бахтіарцями. Щоб забезпечити їх захист, було укладено окремий концесійний договір з вождями, який давав керівникам 3 % частки в усіх нафтових компаніях у їхньому окрузі плюс щорічний платіж у розмірі 3000 фунтів стерлінгів, починаючи з 1905 року, на охорону нафтових заводів та трубопроводів.
До кінця 1905 року Д'Арсі інвестував 250 000 фунтів стерлінгів у пошуки нафти, не знайшовши жодної значної кількості нафти. Д'Арсі вже заставив свої акції з видобутку золота в Австралії, які зараз впали до двох фунтів, тому він гостро потребував грошей. Д'Арсі почав переговори про продаж концесії французькій лінії Ротшильдів. Однак після втручання британського Адміралтейства концесію взяла компанія Burmah Oil Company, заснована в Глазго в 1896 році сером Девідом Саймом Каргіллом. В якості компенсації Д'Арсі отримав 170 000 акцій Burmah Oil і нерозкриту суму готівкою.
Після років невдач 26 травня 1908 р. у районі Месджеде-Солейман (південно-західний Іран) свердловина на глибині близько 1000 м розкрила потужний нафтовий поклад і почала фонтанувати на висоту до 15 м.
Зі свердловини Месджеде-Солейман починається новітня історія багатої нафти Західної Азії. Вільям Д'Арсі кількаразово окупив свої фінансові вкладення й залишився в історії людиною, якій двічі нечувано поталанило — він став власником найбагатшого австралійського золотого рудника й найперспективнішого нафтового родовища світу, причому в обох випадках йому довелося йти на величезні ризики.
У 1909 р. за ініціативи Британського адміралтейства на базі концесії Д'Арсі була створена «Англо-Перська нафтова компанія» (Anglo-Persian Oil Company), яка з 1954 р. отримала назву «Брітіш Петроліум» (British Petroleum Company). Основні активи належали «Burmah Oil», яка з 1905 р. фінансувала пошуки нафти, а Вільям Д'Арсі став директором новоствореної компанії.